# Georg-Coch-Platz
Der Georg-Coch-Platz befindet sich im 1. Wiener Gemeindebezirk, der Inneren Stadt. Er wurde 1913 nach dem Begründer der Österreichischen Postsparkasse Georg Coch benannt. Es handelt sich dabei um die künstlerisch bedeutendste Wiener Platzanlage der Jahrhundertwende mit Hauptwerken des Wiener Secessionismus und Späthistorismus.

## Geschichte
Der Bereich des heutigen Georg-Coch-Platzes gehörte im Mittelalter zur Vorstadt vor dem Stubentor. Nach der Errichtung der neuen Wiener Stadtmauer war er seit dem 16. Jahrhundert Teil des der Mauer vorgelagerten unverbauten Gebietes, des Glacis. Um 1650 wurde die Befestigungsanlage genau an dieser Stelle durch den Bau der Biberschanze verstärkt. Sie bestand bis 1809, als sie von den napoleonischen Truppen gesprengt wurde. 1854–1857 errichtete man die Franz-Josephs-Kaserne, zu deren Vorfeld der heutige Georg-Coch-Platz gehörte. Im Jahre 1900 wurde diese Kaserne demoliert und es entstand Platz für das sogenannte Stubenviertel, mit dem die Ringstraßenzone vollendet werden konnte. 1902 eröffnete man die Lisztstraße und von 1904 bis 1906 entstand das Postsparkassengebäude von Otto Wagner. 1913, als gegenüber dem Postsparkassengebäude am Stubenring das Kriegsministerium errichtet wurde, machte man aus der Lisztstraße den Georg-Coch-Platz und stellte hier ein Denkmal für Georg Coch auf.

## Lage und Charakteristik

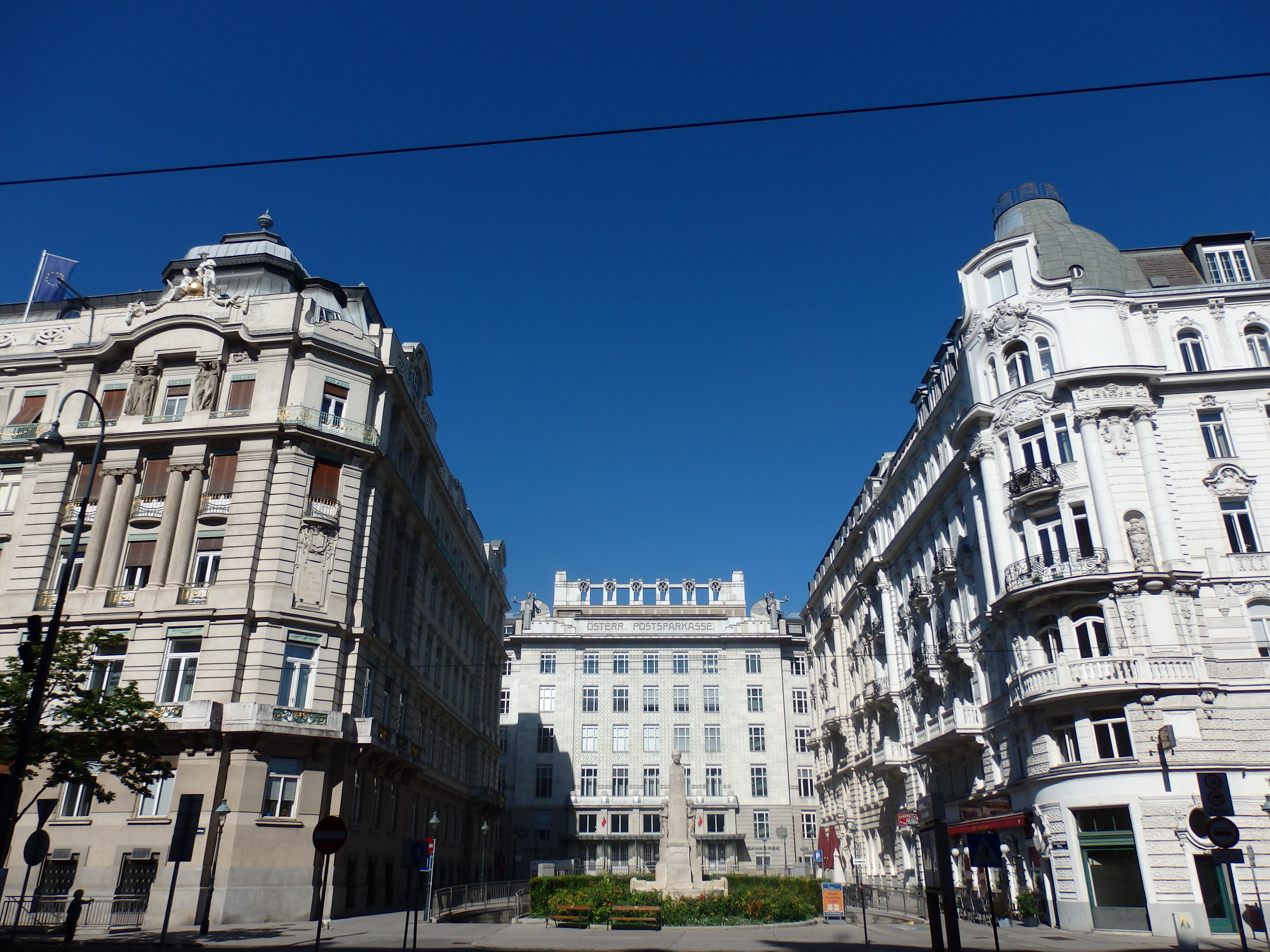
Georg-Coch-Platz

Der Georg-Coch-Platz liegt westlich des Stubenrings zwischen diesem und der Biberstraße. An der Seite zum Stubenring steht das Denkmal für Georg Coch, an dessen beiden Seiten Ein- und Ausfahrt einer Tiefgarage liegen, die sich unter dem Platz befindet. Die Platzanlage selbst ist durch eine schlichte Grünanlage mit Rasen gestaltet und kann nur von Fußgängern betreten werden. Die Biberstraße ist durchgehend, auch über den Georg-Coch-Platz hinweg, befahrbar. An der Ecke zum Stubenring befindet sich das Café Ministerium. Sonst gibt es hier keine Geschäfte oder Lokale; Büro- und Verwaltungsgebäude beherbergen die Wirtschaftskammer Wien und die Zentrale der BAWAG P.S.K.

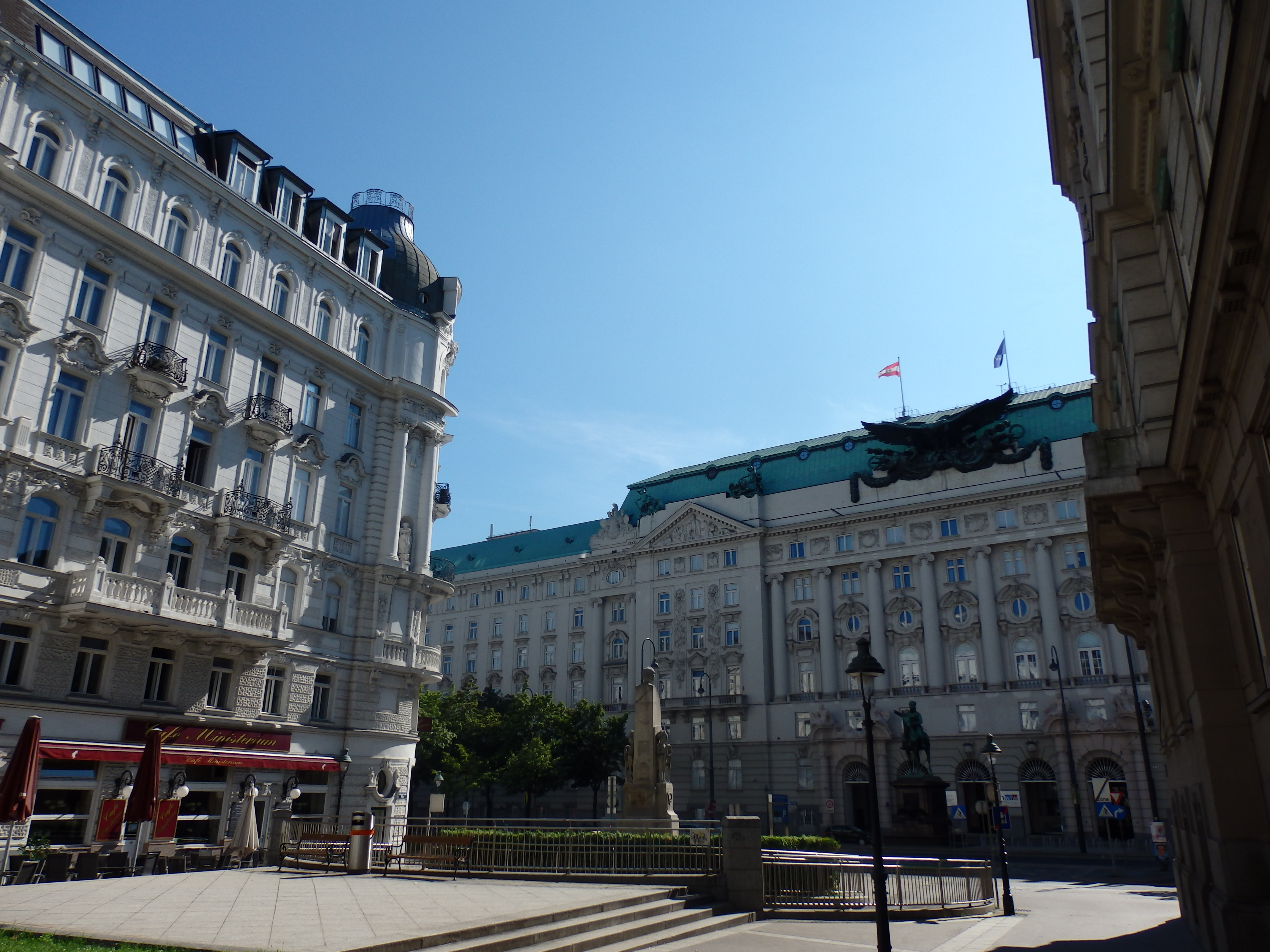
Georg-Coch-Platz in Richtung Stubenring

Der nicht allzu große Platz bildet ein schönes geschlossenes Ensemble von repräsentativen Gebäuden vom Anfang des 20. Jahrhunderts. Für die Raumwirkung muss auch die Hauptfassade des Kriegsministeriums mit davor stehendem Radetzky-Denkmal mit einbezogen werden, die, nicht zum Georg-Coch-Platz gehörend, sondern an der gegenüberliegenden Seite des Stubenrings befindlich, den Eindruck erwecken, den Georg-Coch-Platz im Osten abzuschließen. Alle Gebäude, wie auch das Denkmal, stehen unter Denkmalschutz.

## Gebäude

### Georg-Coch-Denkmal
An der Seitenfahrbahn des Stubenrings liegt mittig das von Blumen umgebene und von den Ein- und Ausfahrten der Tiefgarage flankierte Georg-Coch-Denkmal. Es ist dem Gründer des österreichischen Postsparkassenwesens, dem Deutschen Georg Coch gewidmet, und steht vor der Hauptfassade des von Otto Wagner errichteten Postsparkassengebäudes. Es wurde zugleich mit der Benennung des Platzes im Jahr 1913 ursprünglich in der Mitte des Platzes aufgestellt und besteht aus einem Steinpfeiler mit der Büste Cochs von Johann Scherpe. Zu beiden Seiten des Pfeilers stehen zwei Kränze tragende Knaben. Das Denkmal selbst wurde von Rudolf Bernt gestaltet. Nach der Errichtung der Tiefgarage 1985 wurde es an seinen jetzigen Standort versetzt.

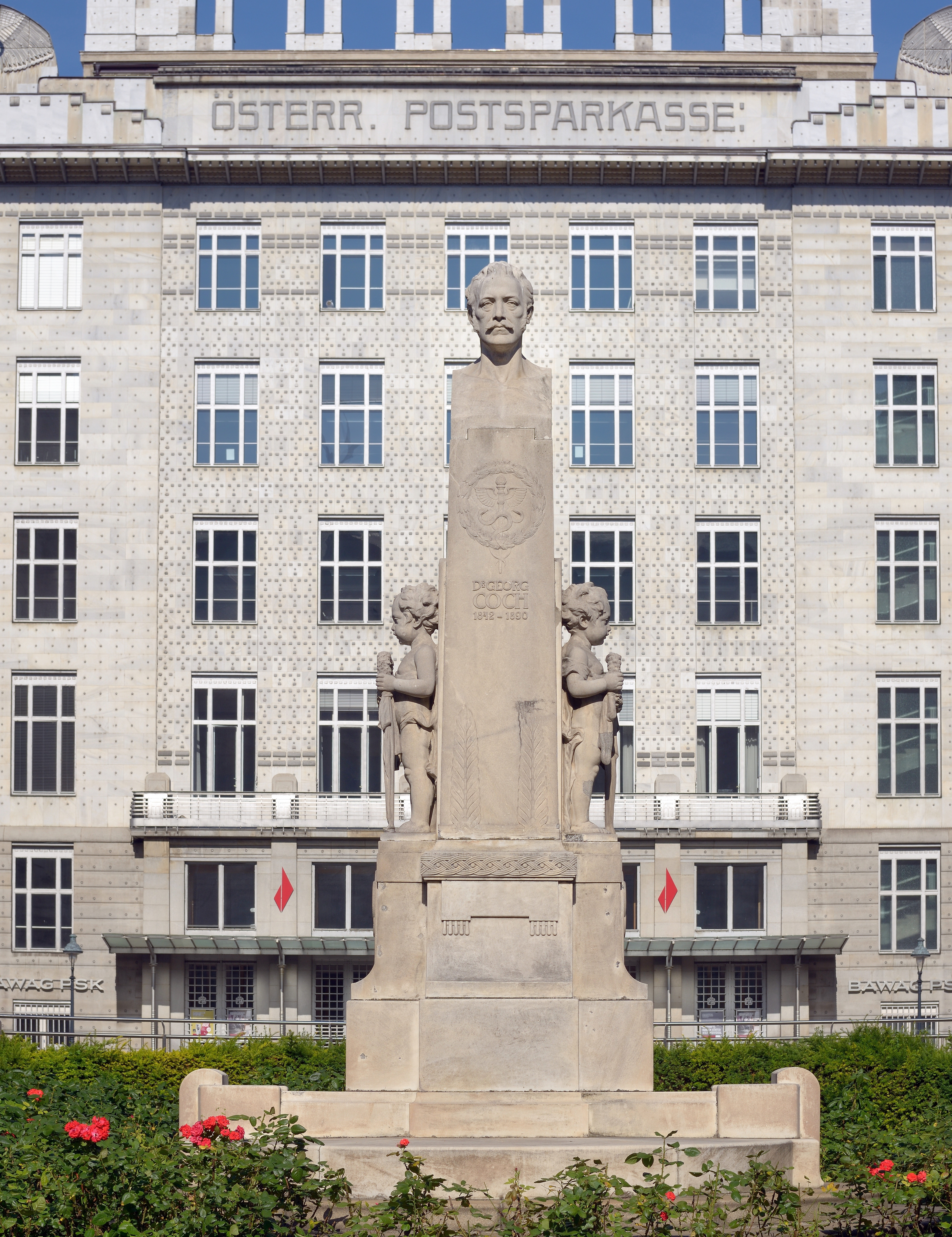
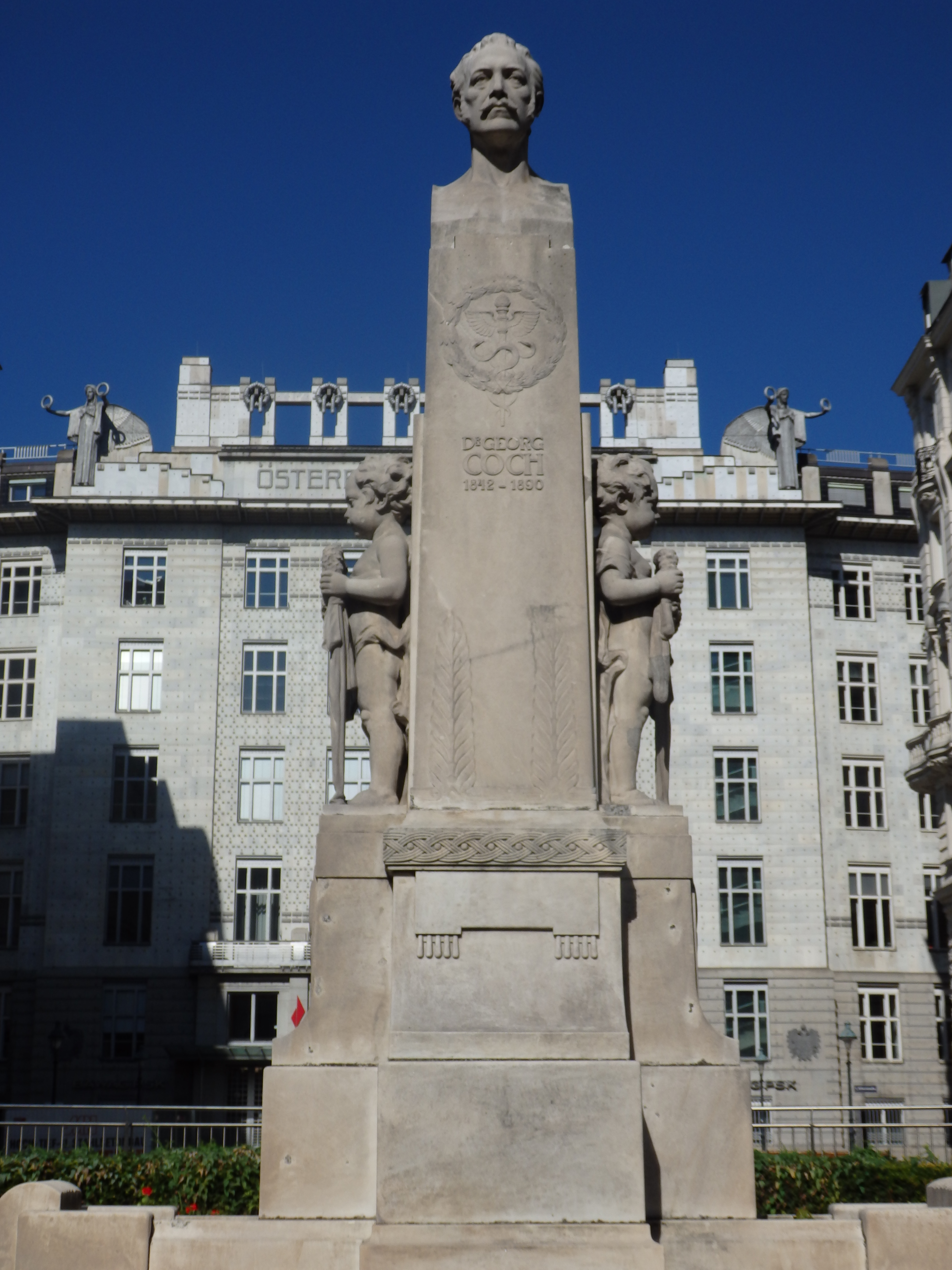
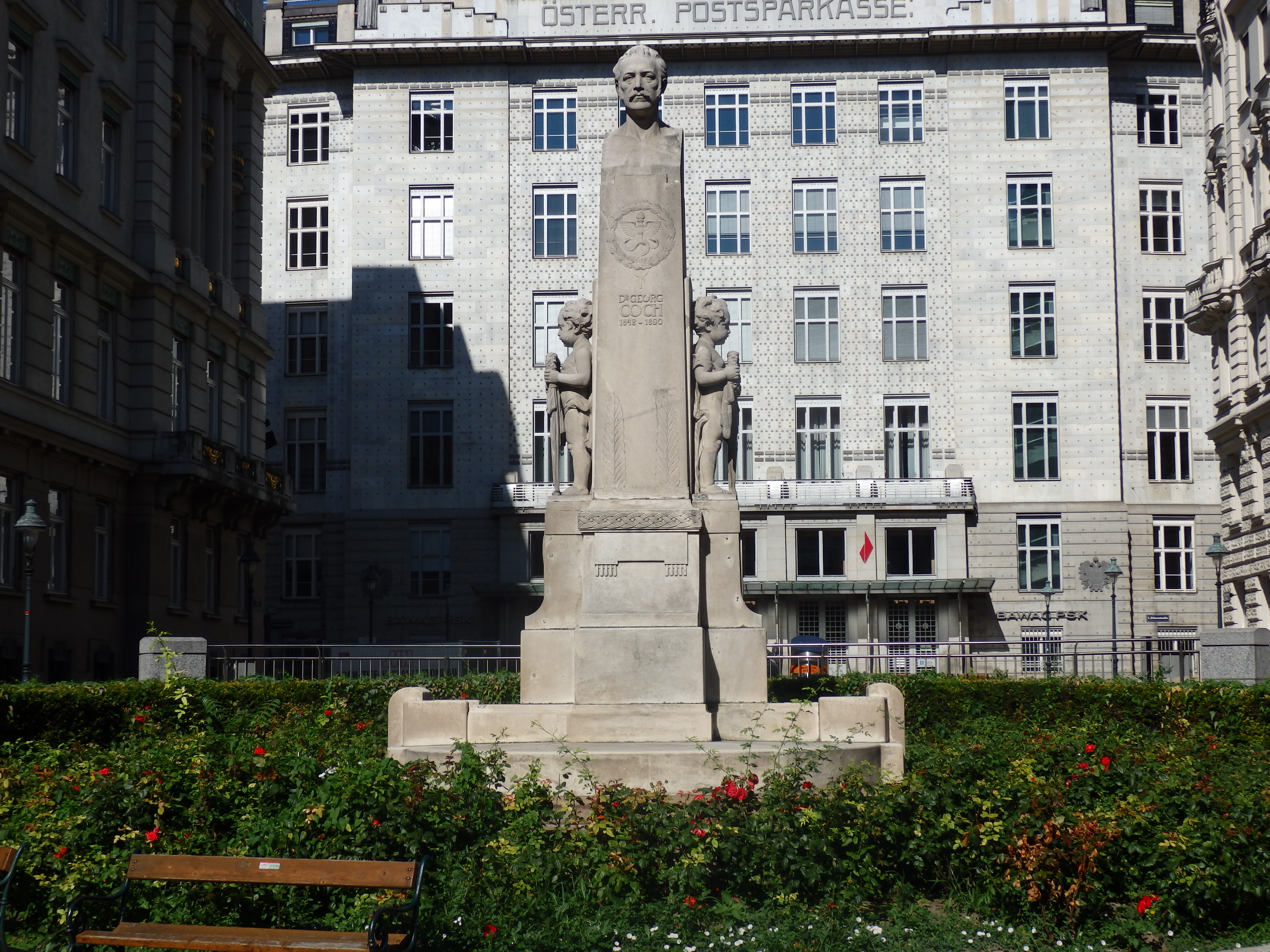
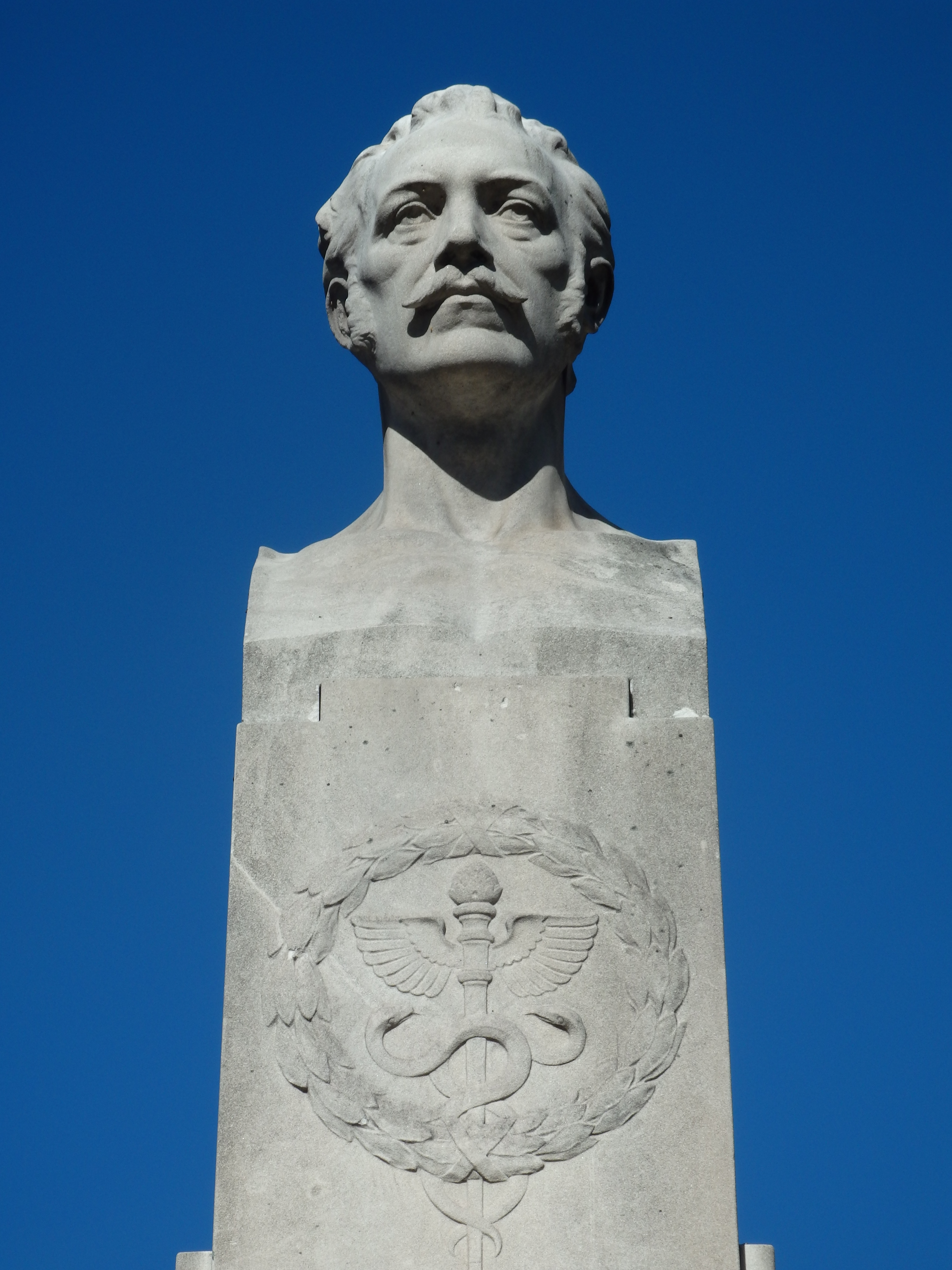
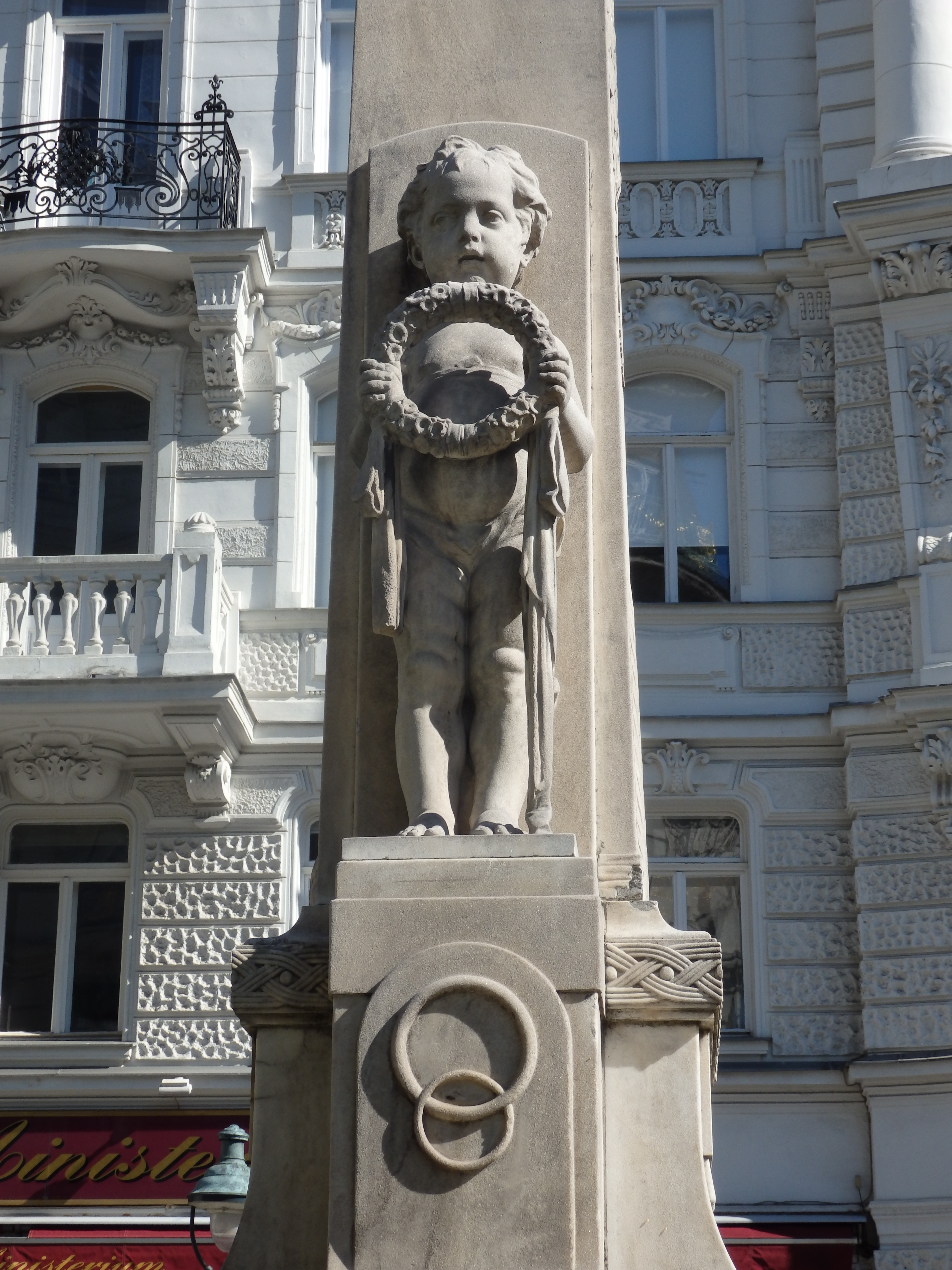

### Nr. 1: Wirtschaftskammer Wien

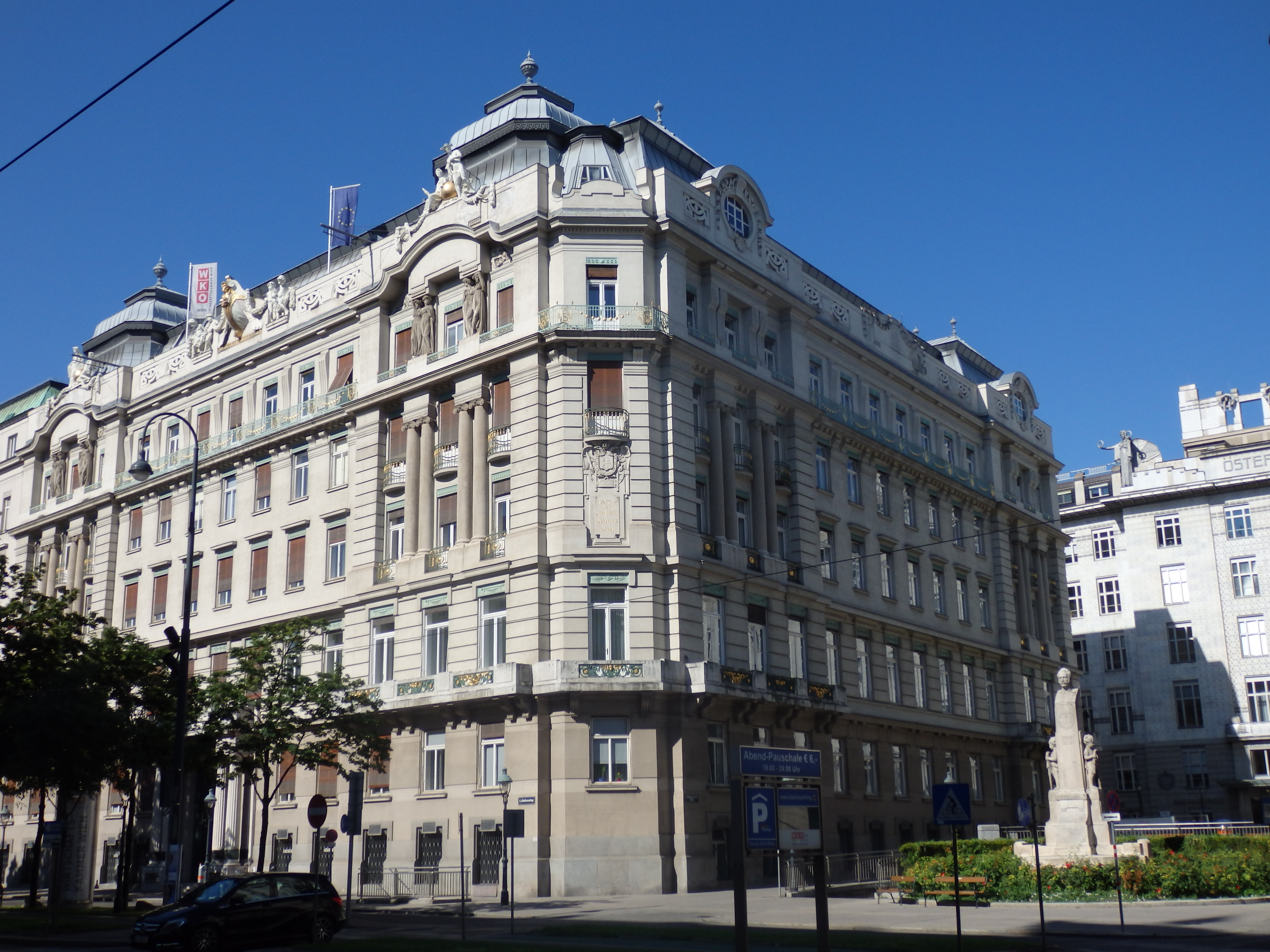
Wirtschaftskammer Wien

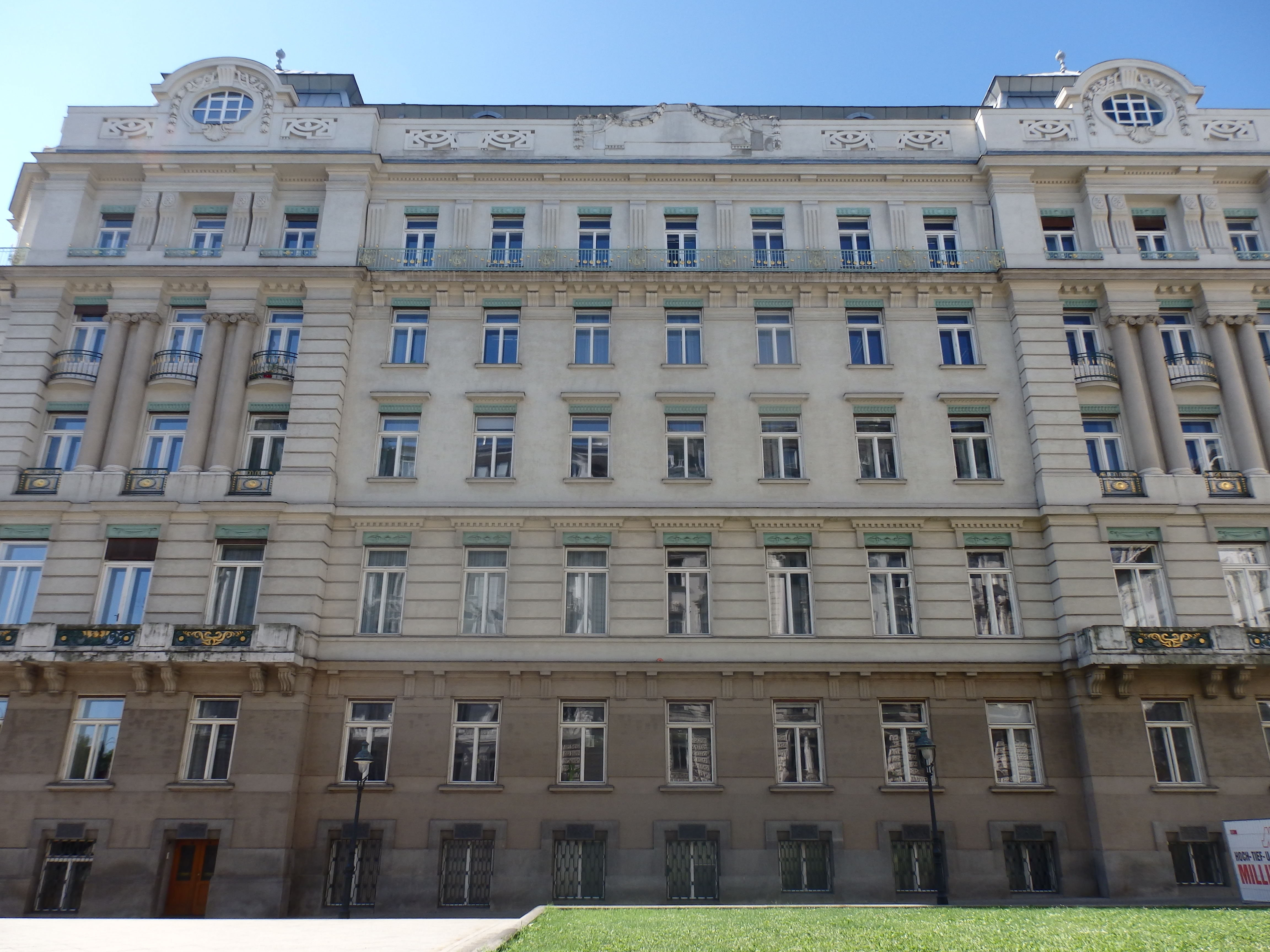
Fassade der Wirtschaftskammer Wien zum Georg-Coch-Platz

Das an drei Seiten frei stehende Gebäude zwischen Stubenring, Georg-Coch-Platz und Biberstraße ist das Hauptwerk des Architekten Ludwig Baumann, der es 1905 bis 1907 für die Handelskammer in secessionistischen und späthistoristischen Formen errichtete. Zum Georg-Coch-Platz liegt die Seitenfassade, die durch breite Seitenrisalite gekennzeichnet ist. Die Ecke zum Stubenring ist abgefast. An den Soutterinfensterstürzen befinden sich Bleireliefs mit der Darstellung verschiedener Wirtschaftszweige von Jakob Gruber und Emanuel Alexander Swoboda. Die Risalite zeigen gekoppelte ionische Riesenhalbsäulen und Balkone mit Gittern, die Risalitattiken Segmentgiebel über Ochsenaugenfenstern. Das Gebäude liegt an der Hauptadresse Stubenring 8–10.

### Nr. 2: Postsparkasse
→ siehe auch Hauptartikel Wiener Postsparkasse
Der freistehende trapezförmige Baublock zwischen Biberstraße, Wiesingerstraße, Dominikanerbastei und Rosenbursenstraße, dessen Mittelrisalit der Hauptfassade zum Georg-Coch-Platz hin liegt, wurde 1904 bis 1906 von Otto Wagner errichtet und bildet einen letzten Höhepunkt der Stadterweiterung in der Ringstraßenzone. Das Gebäude gilt als eines der bedeutendsten Jugendstilbauten Wiens mit weitreichender Vorbildwirkung. Wagner gestaltete es betont sachlich und dem Nutzungszweck entsprechend in der damals noch neuen Stahlbetonweise. Ein zweiter Bauteil wurde 1910–1912 zur Dominikanerbastei hin angebaut.
Zum Georg-Coch-Platz hin liegt der siebenachsige Mittelrisalit der Hauptfassade an der Biberstraße. Dieser Mittelrisalit weist wiederum zwei einachsige Seitenrisalite auf. Der fünfachsige und zweigeschossige Portalvorbau besitzt Lisenen, ein Glasvordach auf Aluminiumstützen und einen Balkon mit Aluminiumgeländer. Zu beiden Seiten des Portalvorbaus befinden sich Doppeladler. Die Fassade der durch durchgegehende Gesimse abgetrennten Obergeschosse besteht aus Marmorplatten mit 17000 Aluminiumnagelköpfen genietet, die lediglich dekorative Funktion besitzen. Oberhalb eines weit vorkragenden Gesimses erhebt sich das Attikageschoss mit der Inschrift ÖSTERR. POSTSPARKASSE und zwei großen Genien als Symbol für Verkehr und Sparsinn von Othmar Schimkowitz.
Das Gebäude war seit seiner Entstehung Zentrale der Österreichischen Postsparkasse und ist nunmehr Zentrale der BAWAG P.S.K. Aus der Kunstsammlung der Bank wurde die Skulptur Ferryman von Tony Cragg (1997) vor dem Hauptportal des Gebäudes dauerhaft aufgestellt.

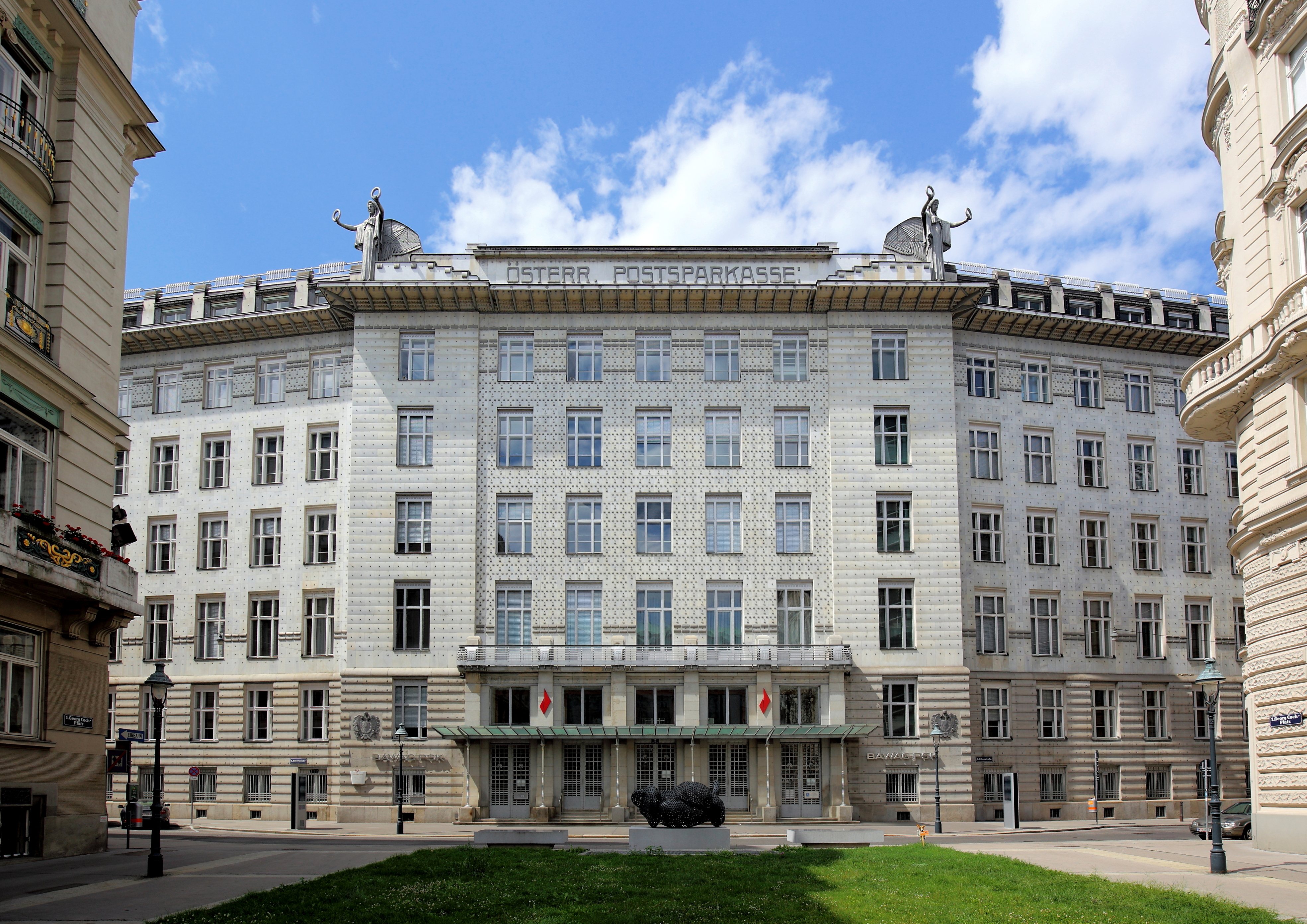
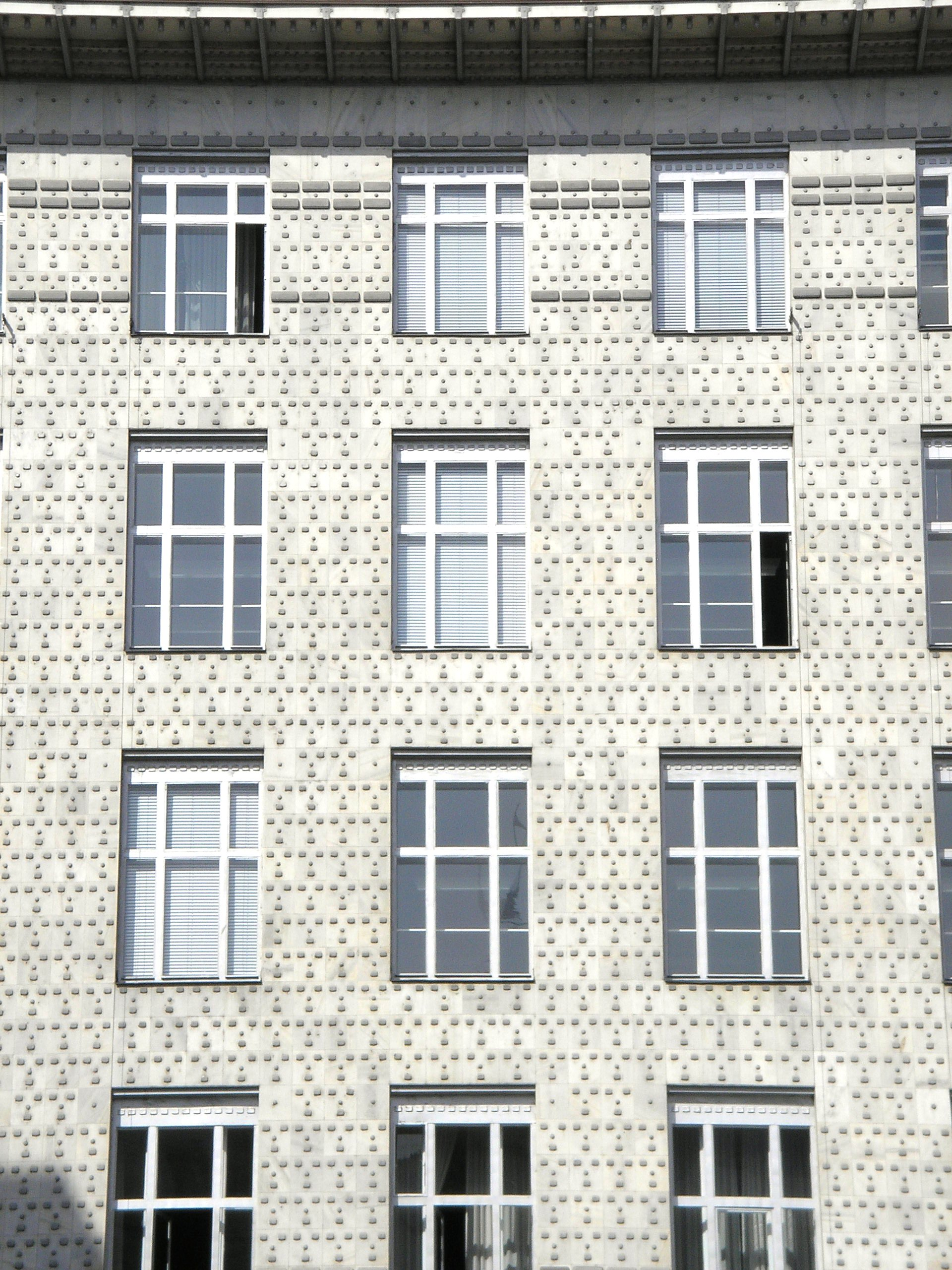
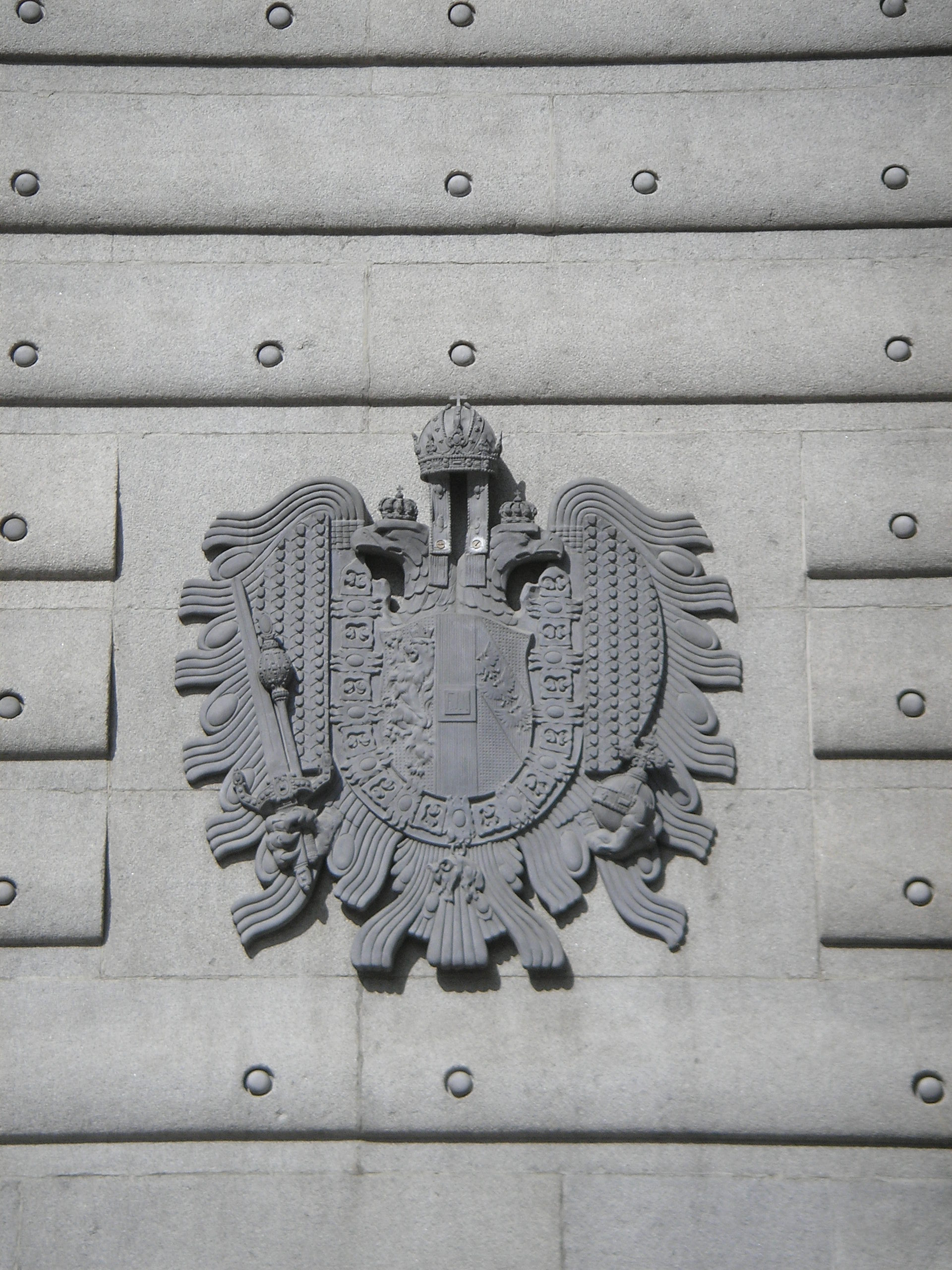
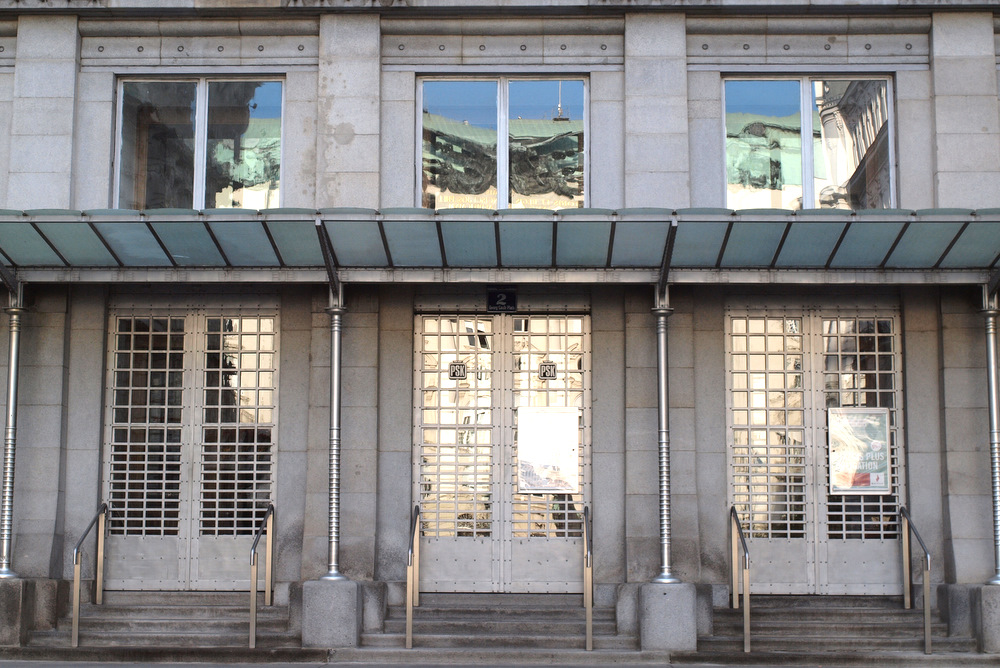
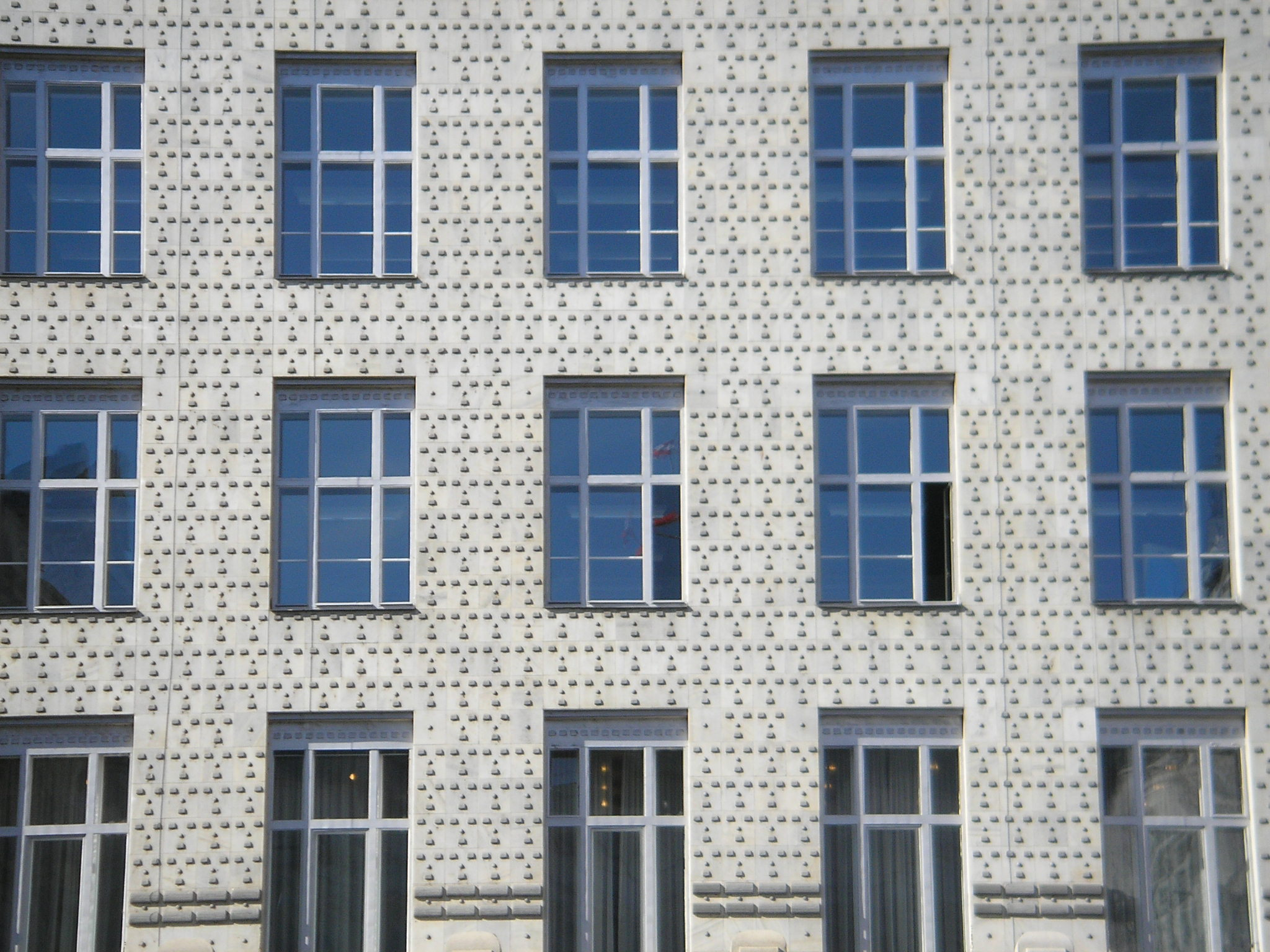
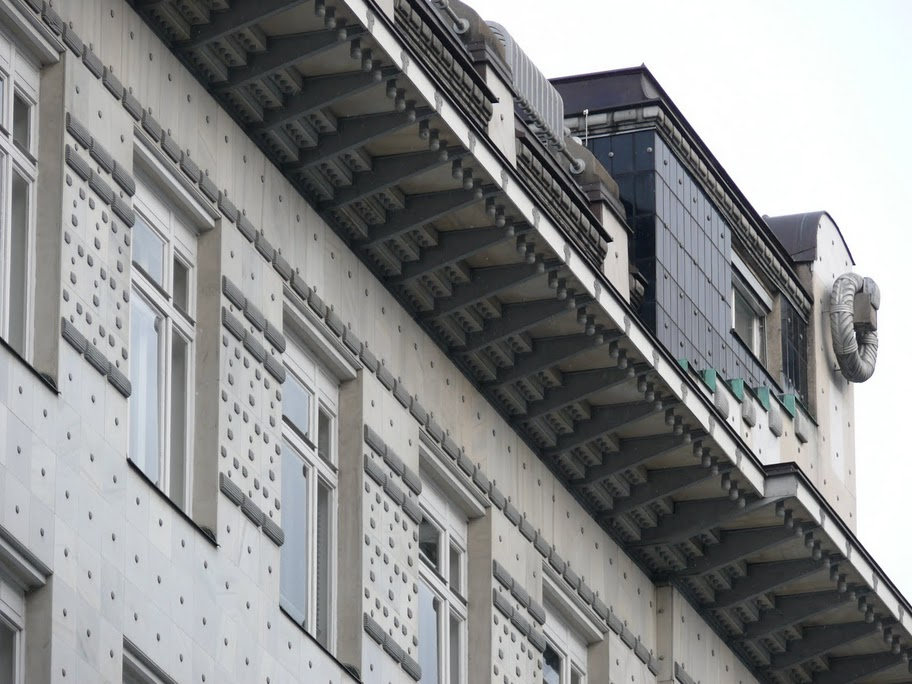
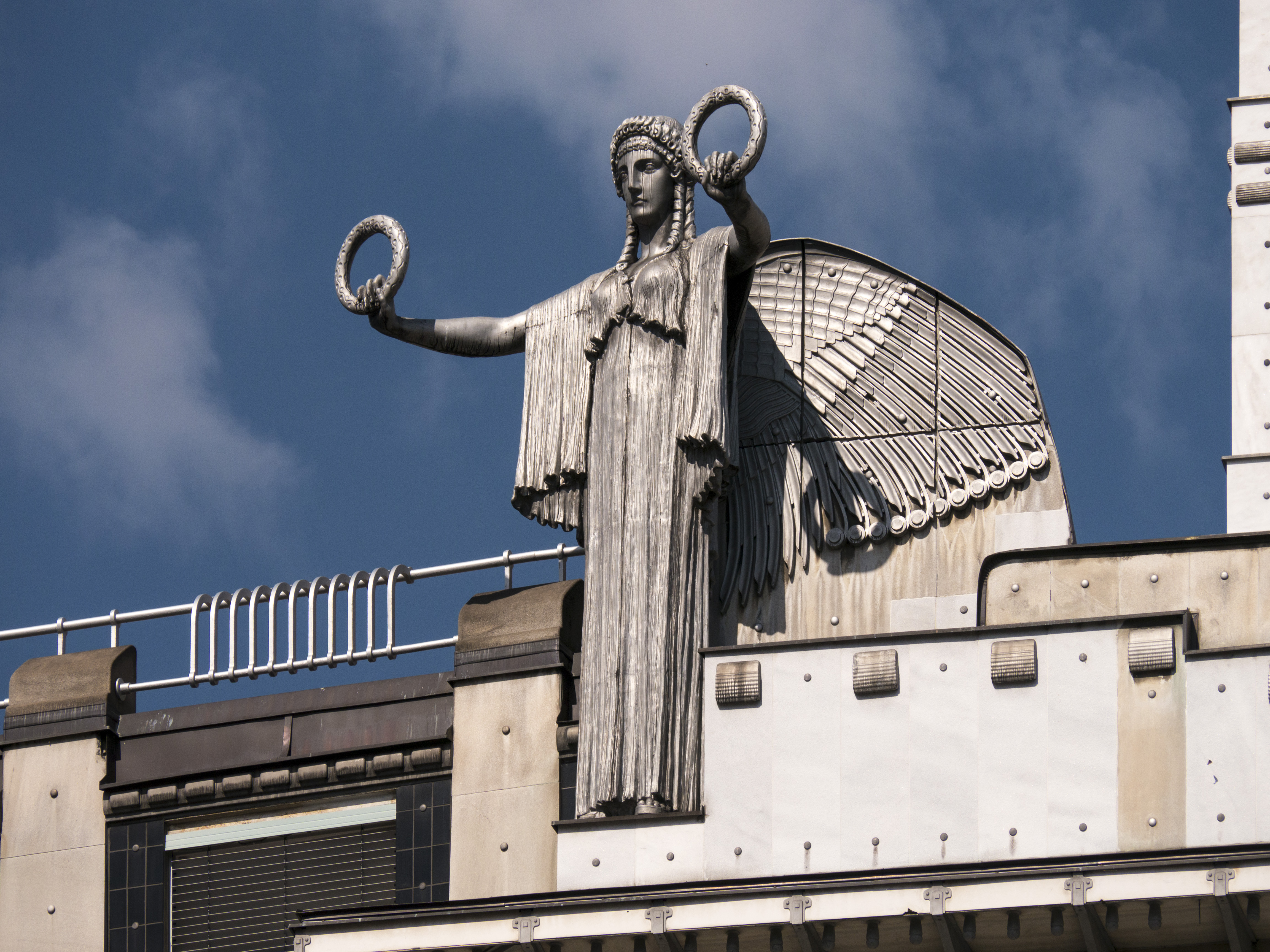
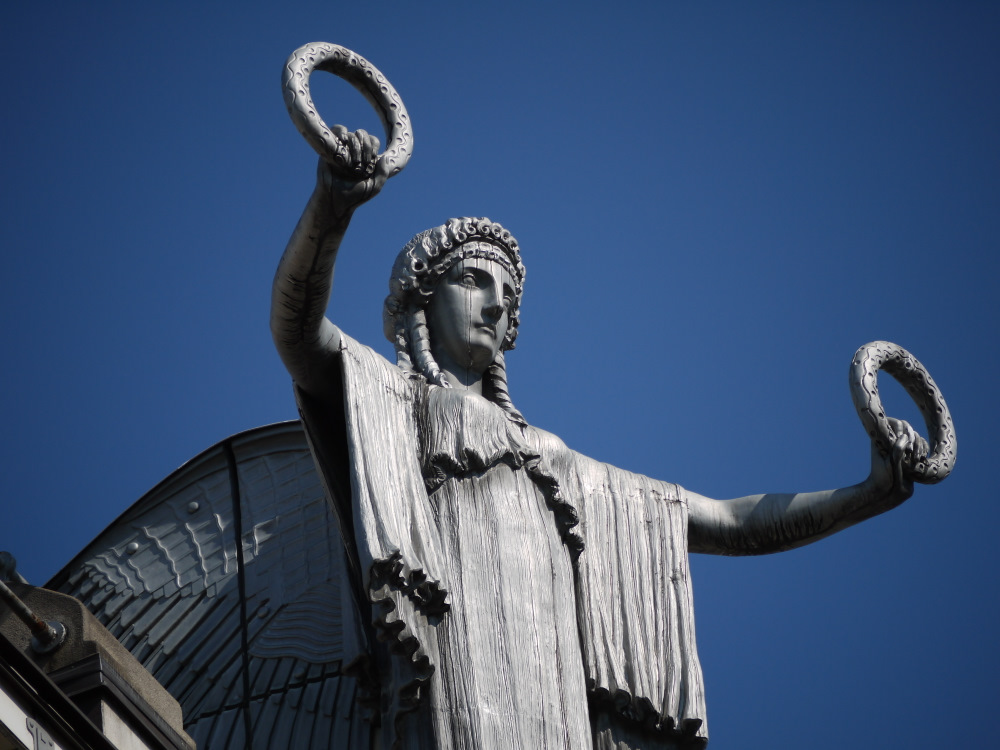

### Nr. 3: Eckhaus
Das späthistoristische Eckhaus zwischen Georg-Coch-Platz und Biberstraße wurde 1904 von Leopold Fuchs erbaut. Es besitzt eine abgerundete Ecke; die Fassade ist durch ondulierende Balkone akzentuiert. Das Portal wird von zwei Hermenfiguren flankiert; darüber befindet sich ein Maskenrelief und über gesprengtem Segmentgiebel sind Vasen zu sehen. Hinter dem schmiedeeisernen Tor öffnet sich ein bemerkenswertes Foyer mit Marmorverkleidung und stuckierten Pendentifkuppeln. Das Stiegenhaus ist ebenfalls stuckiert.

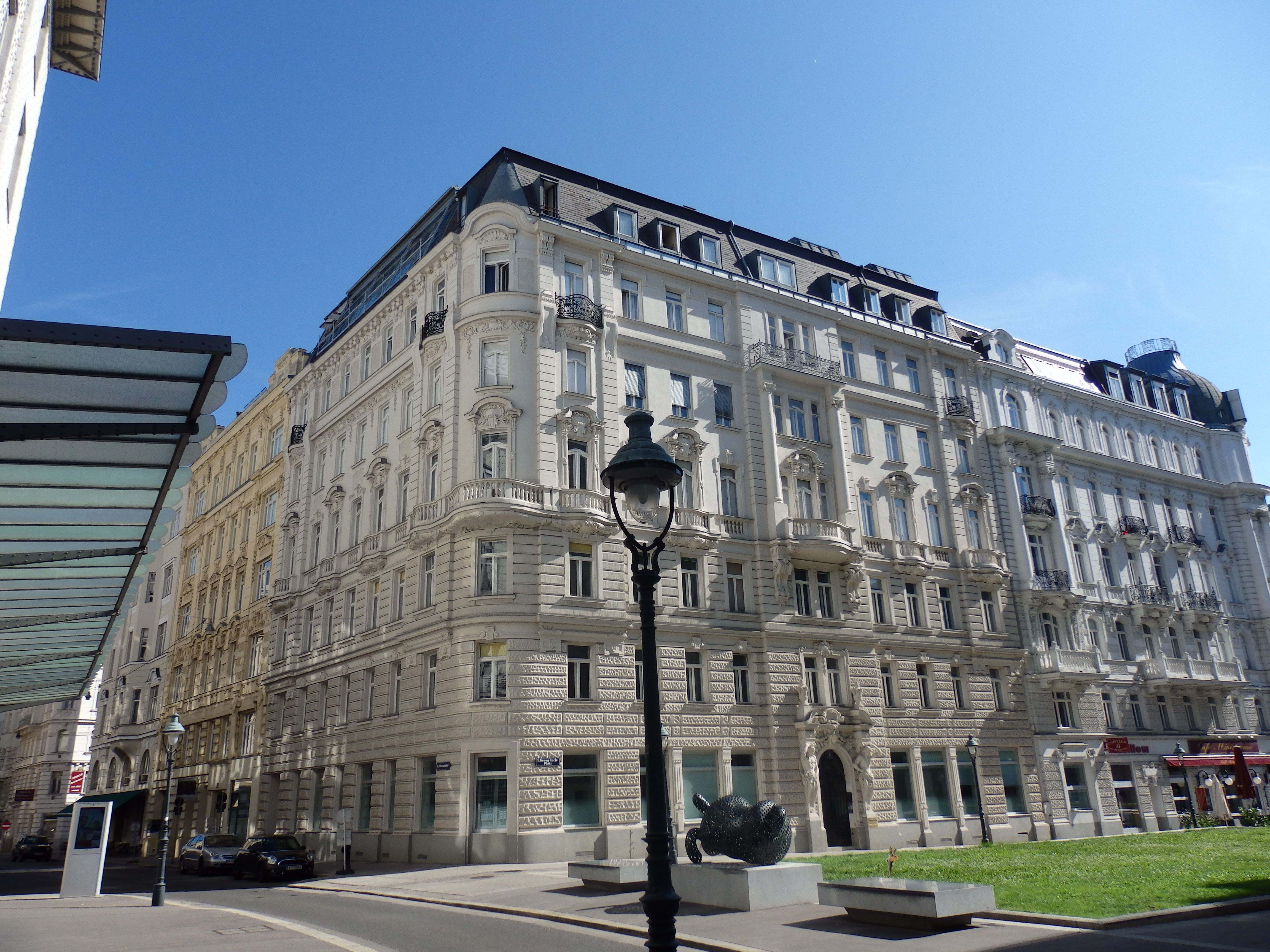
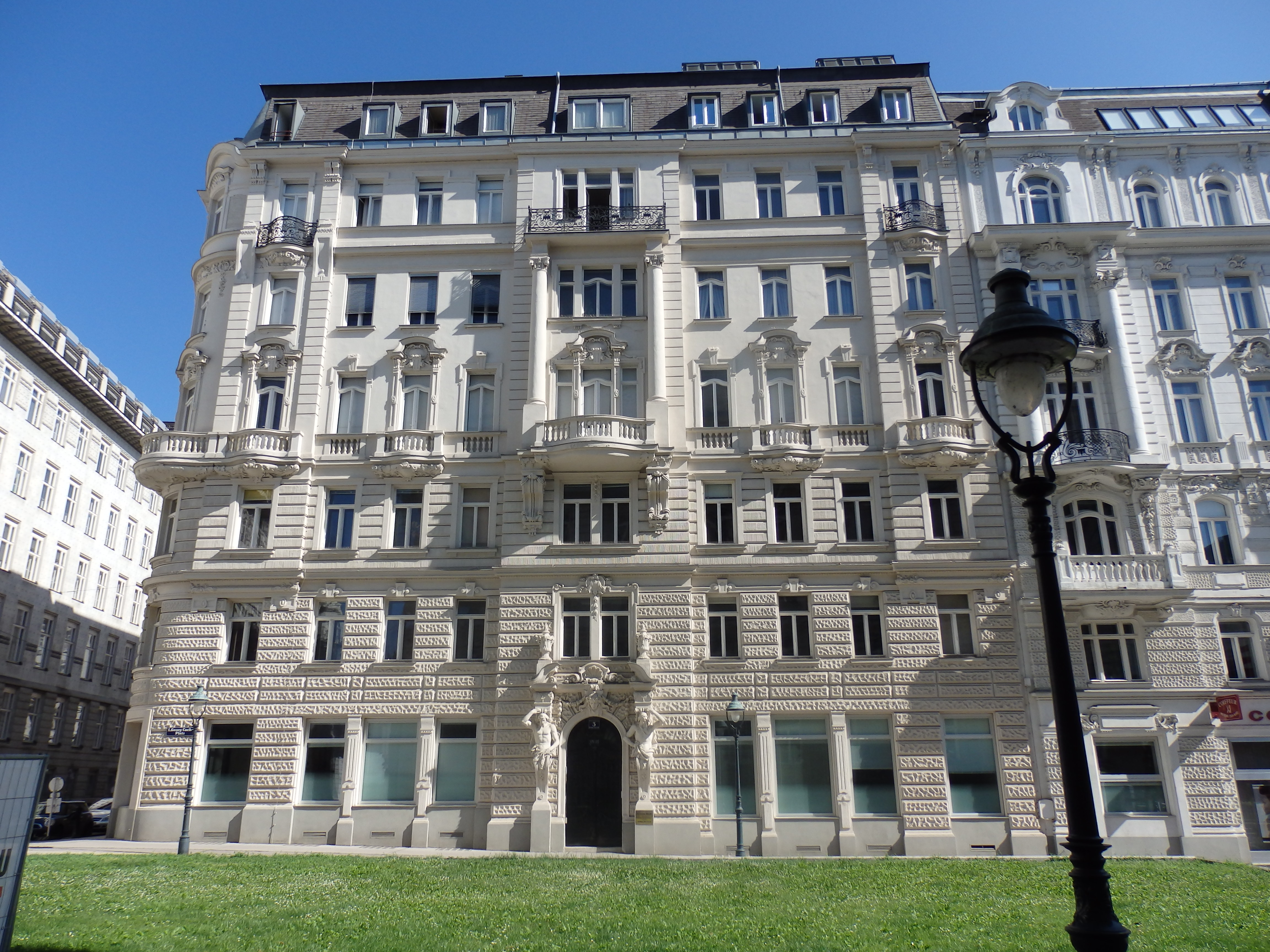
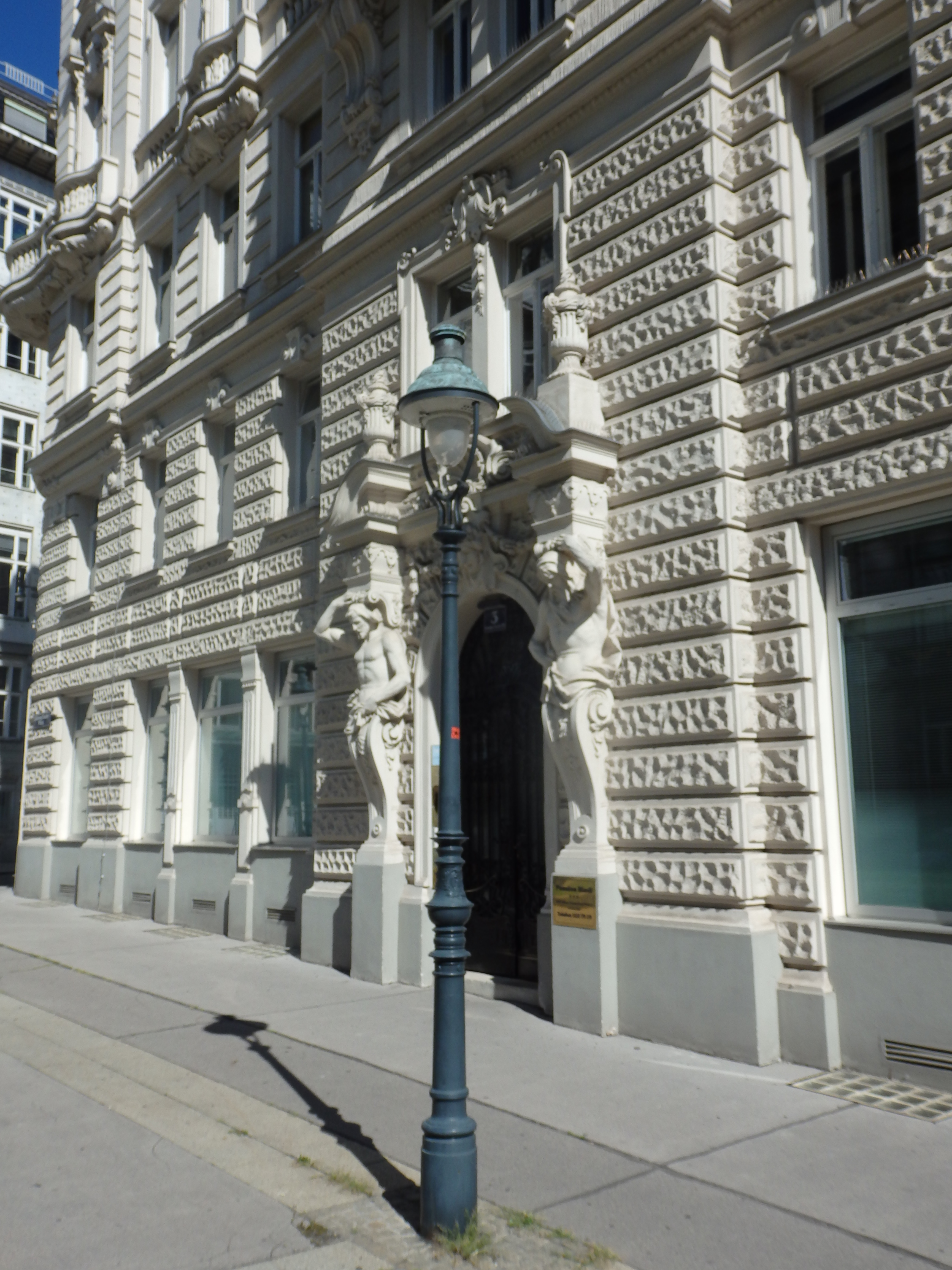
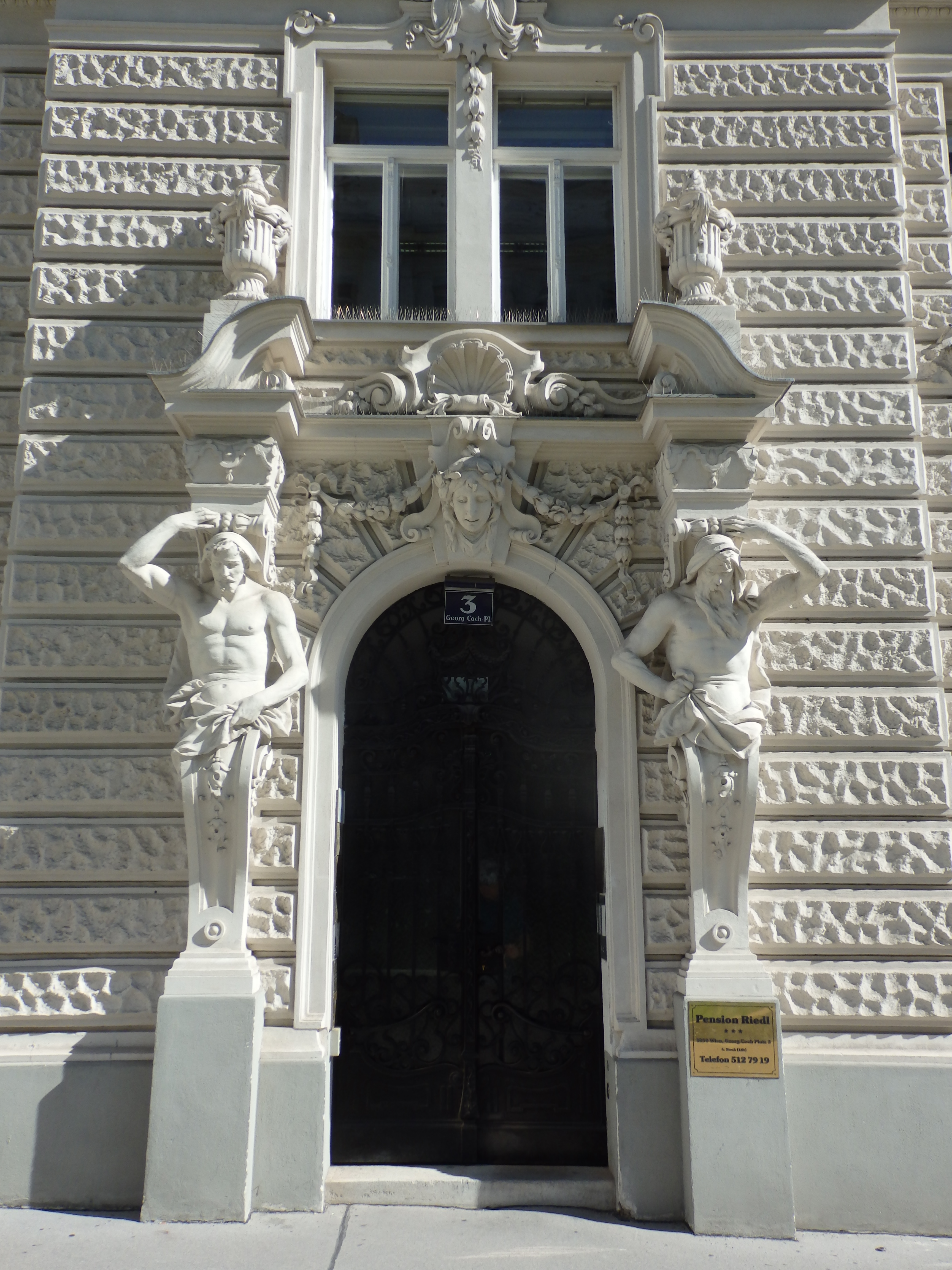
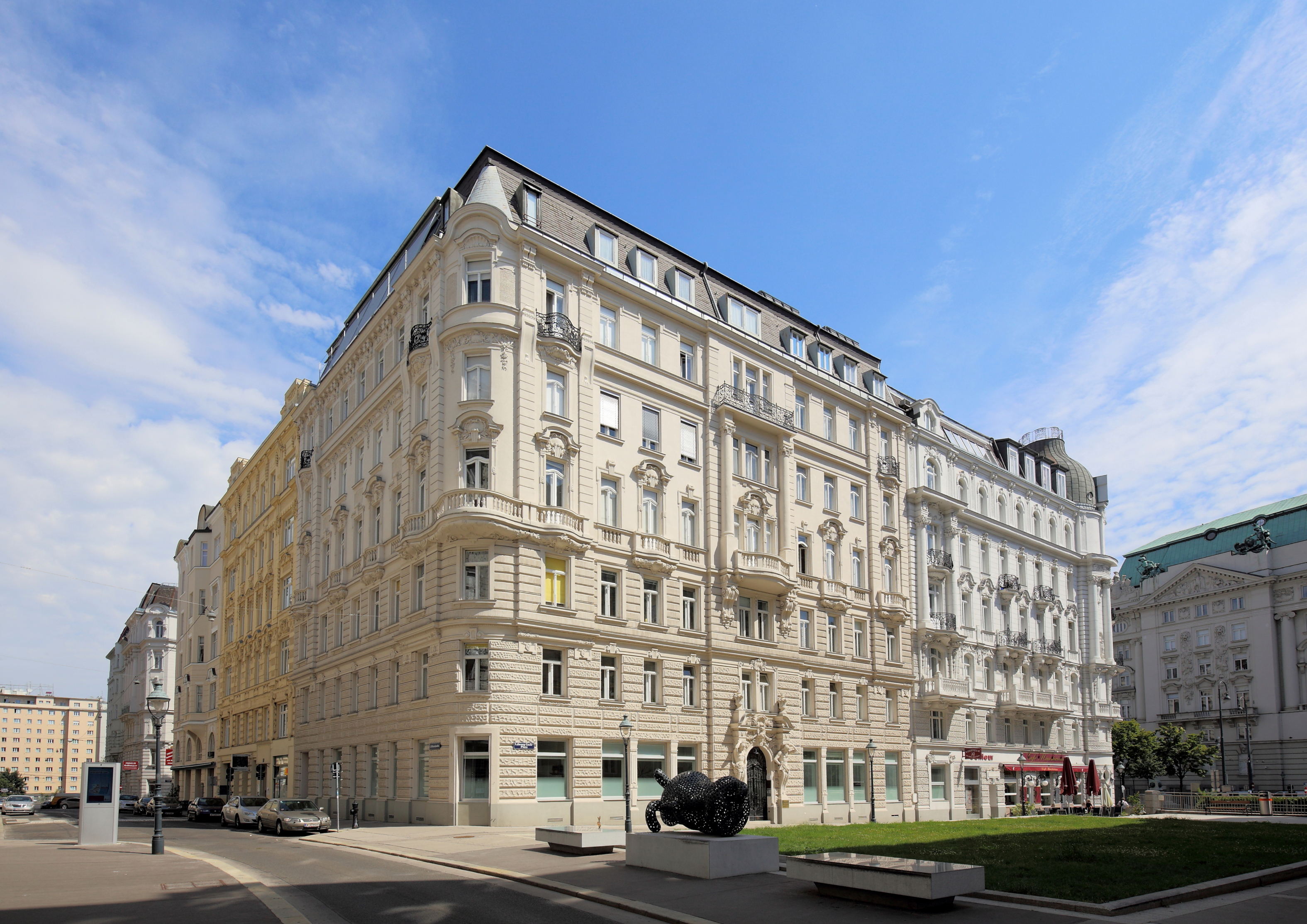

### Nr. 4: Café Ministerium

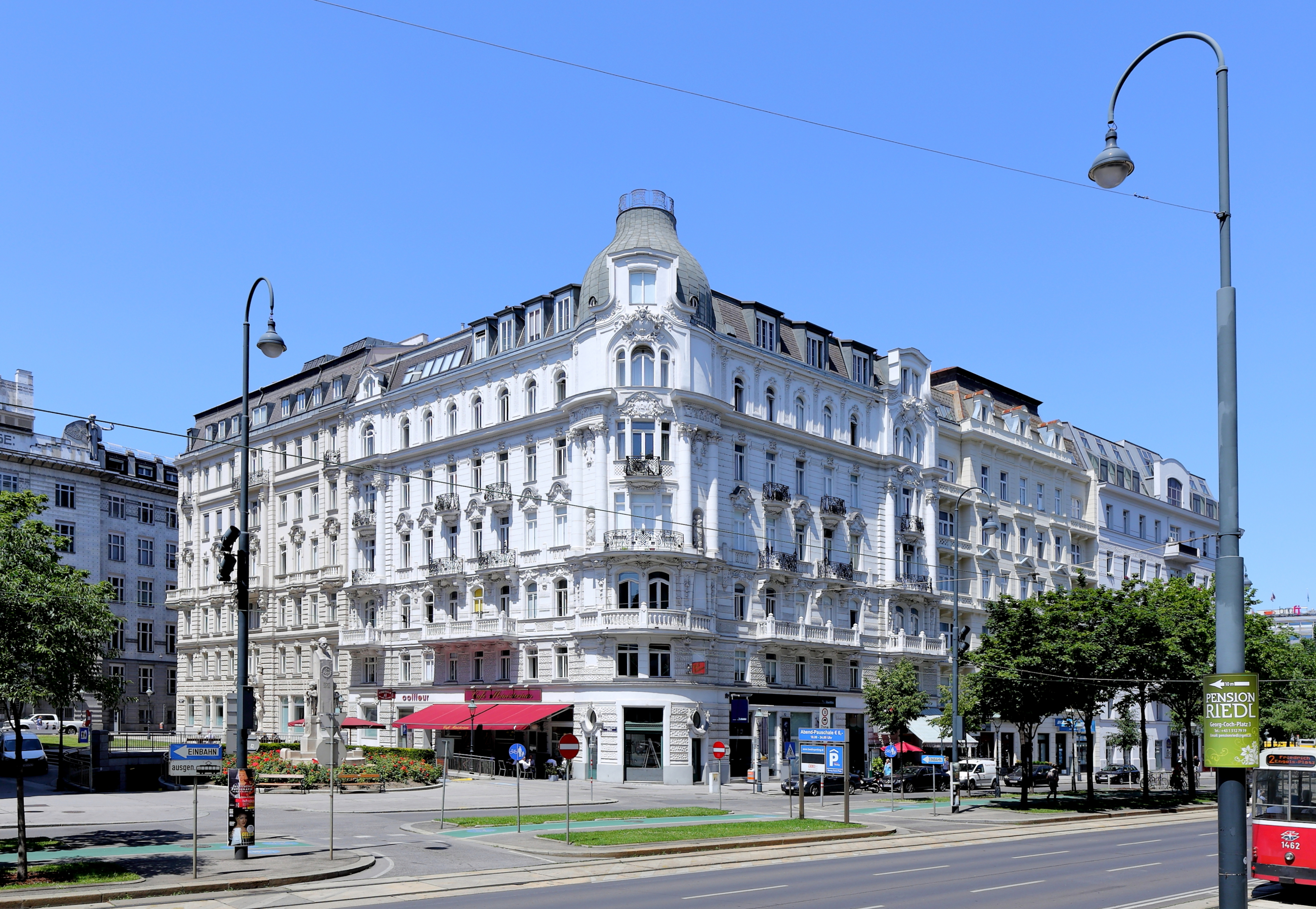
Stubenring 6

Das späthistoristische Eckhaus zwischen Georg-Coch-Platz und Stubenring wurde 1905 ebenfalls von Leopold Fuchs errichtet. Es ist in neobarocken Formen gestaltet. Im Gebäude befindet sich seit 1935 das Café Ministerium, das nach dem gegenüberliegenden Ministeriumsgebäude benannt ist und eine stimmungsvolle alte Innenausstattung besitzt. Das Gebäude liegt an der Hauptadresse Stubenring 6.